# عبدالله یوسف هلال
عبدالله یوسف هلال (انگلیسی: Abdulla Yusuf Helal؛ زادهٔ ۱۲ ژوئن ۱۹۹۳) بازیکن فوتبال اهل بحرین است.
از باشگاه‌هایی که در آن بازی کرده‌است می‌توان به باشگاه ورزشی المحرق و باشگاه فوتبال بوهمیانس ۱۹۰۵ اشاره کرد.
وی همچنین در تیم‌های ملی فوتبال زیر ۲۳ سال بحرین و بحرین بازی کرده‌است.